# Euphorbia unicornis
Euphorbia unicornis är en törelväxtart som beskrevs av Robert Allen Dyer. Euphorbia unicornis ingår i släktet törlar, och familjen törelväxter. Inga underarter finns listade i Catalogue of Life.

## Bildgalleri

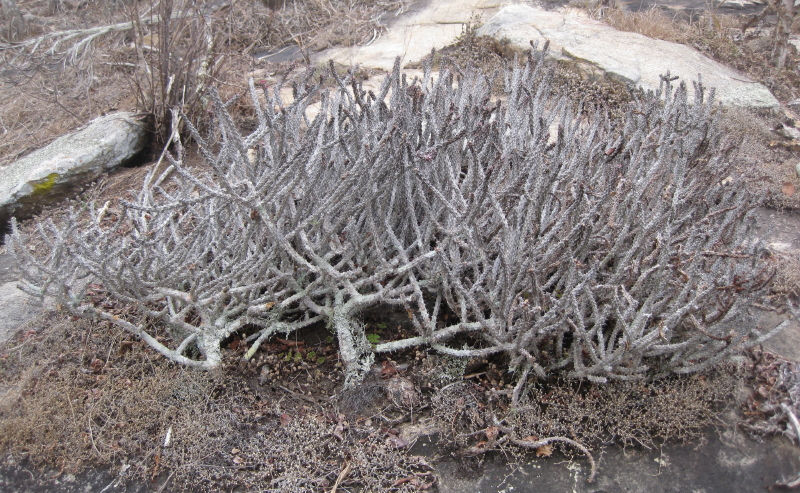
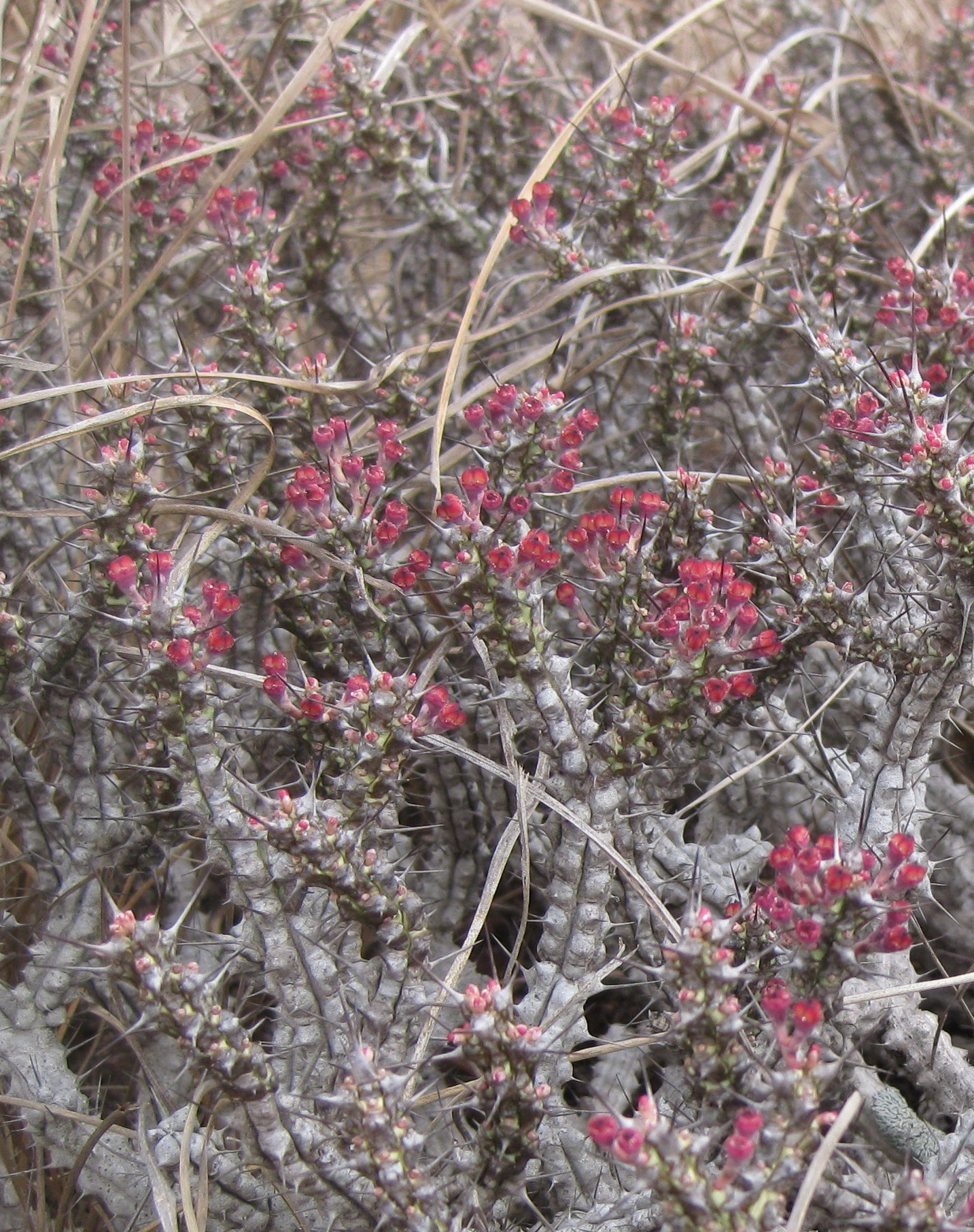
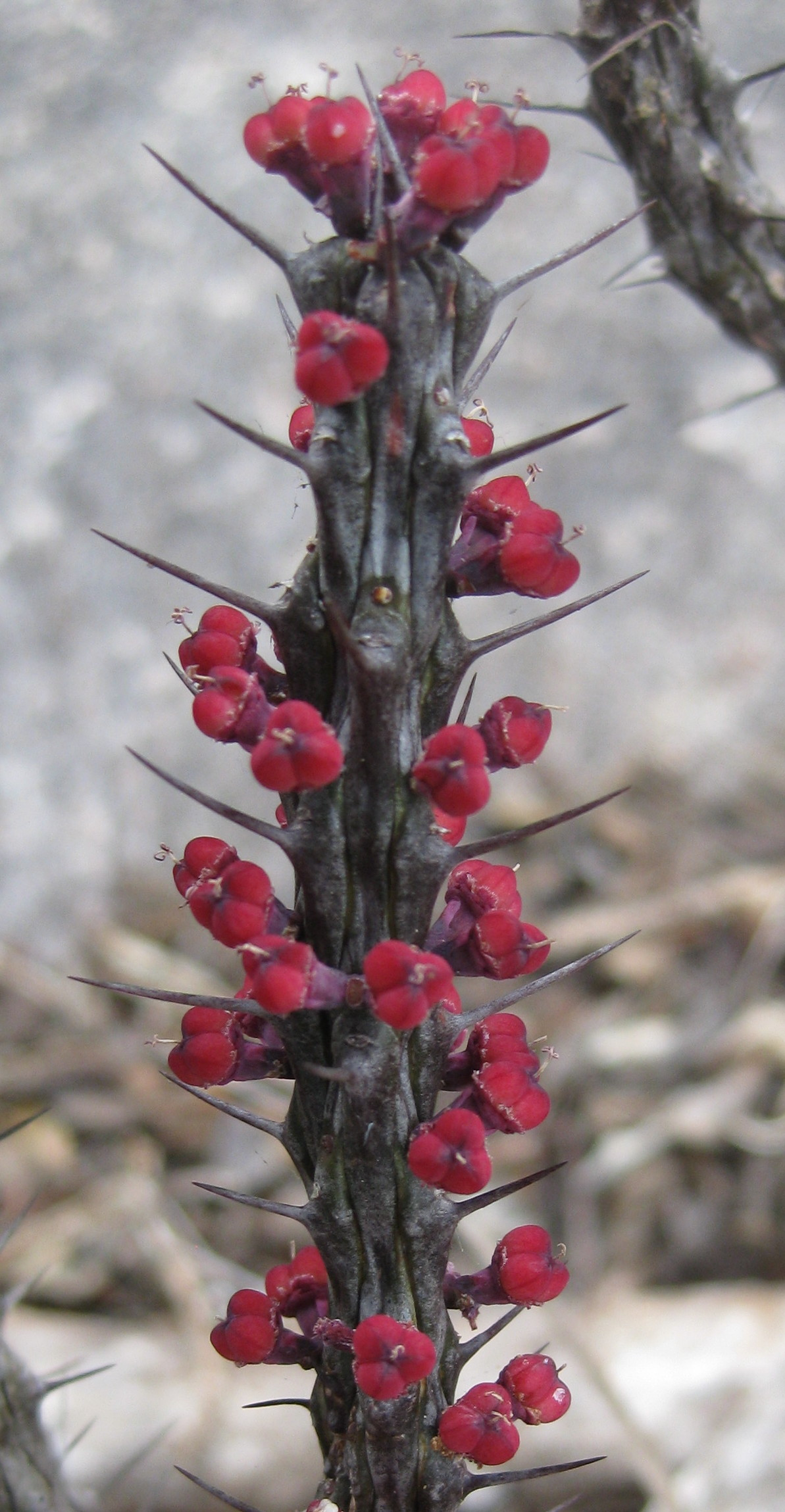